# 58 Joralemon Street
58 Joralemon Street è un edificio in stile neogreco costruito nel 1847 a Brooklyn Heights, New York. In origine era una residenza privata, oggi funge invece da pozzo di ventilazione della metropolitana di New York.
Dopo essere stato costruito nel 1847, l'edificio venne acquistato nel 1908 dall'Interborough Rapid Transit Company, che sventrò l'interno e lo trasformò "nell'unico pozzo di ventilazione al mondo di una metropolitana in stile neogreco". L'edificio serve anche come uscita d'emergenza per l'estremità est del Joralemon Street Tunnel della metropolitana di New York, dove la linea IRT Lexington Avenue si unisce alla linea IRT Eastern Parkway.
Dopo l'unificazione delle tre reti in una sola, nel 1940, la proprietà è passata al New York City Board of Transportation e infine, nel 1953 alla New York City Transit Authority, attuale proprietaria. Al 2010 l'edificio era valutato 2,8 milioni di dollari. L'attuale aspetto esterno, con le finestre nere in policarbonato, è frutto di un accordo del 1999 con la New York City Landmarks Preservation Commission, per facilitare l'integrazione dell'edificio con il quartiere.